# Opisodasys nesiotus
Opisodasys nesiotus är en loppart som beskrevs av Augustson 1941. Opisodasys nesiotus ingår i släktet Opisodasys och familjen fågelloppor. Inga underarter finns listade i Catalogue of Life.